# Bracon zonites
Bracon zonites är en stekelart som beskrevs av Marshall 1897. Bracon zonites ingår i släktet Bracon och familjen bracksteklar. Inga underarter finns listade.